# خوان إي. منديز
خوان إي. منديز (بالإسبانية: Juan E. Méndez)‏ هو محامي ودبلوماسي أرجنتيني، ولد في 11 ديسمبر 1944 في لوماس دي ثامورا في الأرجنتين.